# Березовецька сільська рада
Березовецька сільська́ ра́да (біл. Бярозавіцкі сельсавет) — адміністративно-територіальна одиниця у складі Пінського району Берестейської області Білорусі. Адміністративний центр — село Березовичі.

## Склад
Населені пункти, що підпорядковувалися сільській раді станом на 2009 рік:
| Населений пункт | Тип  | Населення, осіб (2009) |
| --------------- | ---- | ---------------------- |
| Березовичі      | село | 630                    |
| Богушево        | село | 108                    |
| Вижловичі       | село | 176                    |
| Новий Дворець   | село | 414                    |
| Понятичі        | село | 116                    |
| Тепенець        | село | 153                    |

## Населення
За переписом населення Білорусі 2009 року чисельність населення сільської ради становила 1597 осіб.

### Національність
Розподіл населення за рідною національністю за даними перепису 2009 року:
| Національність                | Осіб | Відсоток |
| ----------------------------- | ---- | -------- |
| білоруси                      | 1501 | 93,99 %  |
| росіяни                       | 58   | 3,63 %   |
| українці                      | 23   | 1,44 %   |
| поляки                        | 4    | 0,25 %   |
| євреї                         | 3    | 0,19 %   |
| національність не повідомлена | 3    | 0,19 %   |
| мордва                        | 2    | 0,13 %   |
| цигани                        | 1    | 0,06 %   |
| молдовани                     | 1    | 0,06 %   |
| казахи                        | 1    | 0,06 %   |
| Разом                         | 1597 | 100 %    |